# Henri Paul François de Wendel
Pour les autres membres de la famille, voir Famille de Wendel.
Henri de Wendel (24 mars 1844 - 10 octobre 1906) était un industriel français. Il fut député protestataire au Reichstag de 1881 à 1890.

## Biographie
Fils du parlementaire Charles de Wendel, Henri Paul François de Wendel naît le 24 mars 1844 à Hayange, en Moselle. Après de solides études à l'École centrale Paris (promotion 1865), Henri de Wendel reprend les affaires familiales. Ingénieur de formation, Henri de Wendel devint un excellent maître de forges et un investisseur avisé. Dans ses usines, il mit en pratique le procédé Thomas, qui permit une meilleure transformation de la minette lorraine en acier.
Le Nord-Est de la Lorraine, actuel département de la Moselle, ayant été annexé par l'Allemagne, les usines de Wendel furent démantelées. Afin de scinder ses avoirs situés de part et d'autre de la nouvelle frontière, Henri dut créer deux sociétés, « Les Petits-Fils de François de Wendel et Cie » en Allemagne, et la « Société de Wendel et Cie » en France.
Henri se marie le 4 juillet 1872 à Paris, avec Berthe Henriette Hélène Marie de Corbel de Vaulserre (1849 - 1918). En 1881, Henri de Wendel est élu député protestataire au Reichstag, le parlement allemand, pour les circonscriptions de Boulay et Thionville. Henri Paul François de Wendel décéda le 10 octobre 1906 au château de Vaugien, commune de Saint-Rémy-lès-Chevreuse dans les Yvelines. Il fut inhumé dans sa ville natale, à Hayange.

## Famille
Fils de Charles de Wendel (1809-1870) et de Marthe de Pechpeyrou-Comminges de Guitaut, il épouse, le 4 juillet 1872 à Paris, Berthe de Corbel Corbeau de Vaulserre, fille du marquis Charles François de Corbel Corbeau de Vaulserre et d'Hélène de Thellusson.

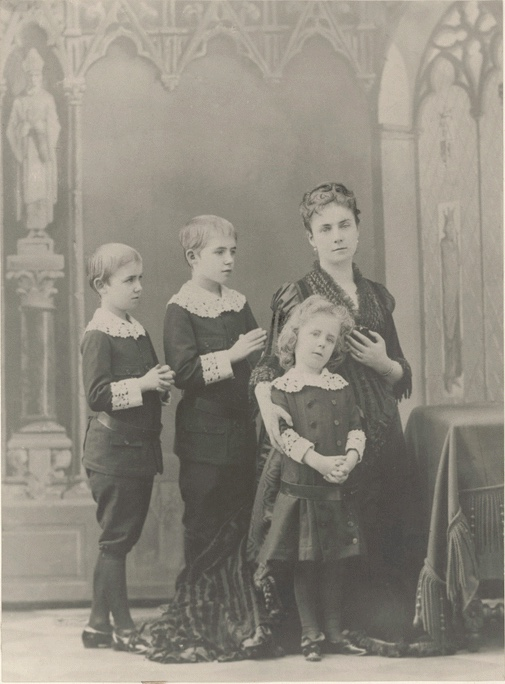
Son épouse avec ses trois fils, François, Maurice et Humbert, posant pour le vitrail d'Hayange dans un décor gothique.

Il eut trois enfants :
- François de Wendel (1874-1949)
- Humbert de Wendel (1876-1954)
- Maurice de Wendel (1879-1961).